# Michaela DePrince

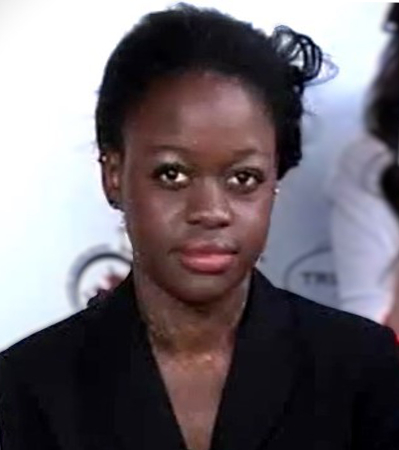
Michaela DePrince im Interview über First Position beim Toronto International Film Festival 2011

Michaela Mabinty DePrince (* 6. Januar 1995 in Kenema als Mabinty Bangura; † 10. September 2024 in New York City) war eine sierra-leonisch-US-amerikanische Balletttänzerin. Zuletzt tanzte sie am Boston Ballet.
DePrince wurde durch eine Rolle in dem Dokumentarfilm First Position – Ballett ist ihr Leben international bekannt. Der Film begleitete sie und andere junge Balletttänzer während ihrer Vorbereitungen für den Wettbewerb „Youth America Grand Prix“. DePrince tanzte in der Vergangenheit mit dem „Dance Theatre of Harlem“ als jüngste Tänzerin in der Geschichte. Sie war Solistin am Niederländischen Nationalballett. Ab 2016 war sie Botschafterin der niederländischen Organisation War Child mit Sitz in Amsterdam.

## Kindheit
DePrince wurde in Kenema als Mabinty Bangura in eine muslimische Familie geboren und wuchs in einem Waisenhaus in Sierra Leone auf, in das sie ihr Onkel während des Bürgerkriegs gebracht hatte. Ihren Adoptiveltern sagte man, dass ihr Vater von der Revolutionary United Front (RUF) erschossen worden sei, als DePrince drei Jahre alt war, und dass ihre Mutter kurz darauf verhungert sei. In ihrer Kindheit wurde DePrince regelmäßig misshandelt, war unterernährt und wurde wegen ihrer Hautkrankheit Vitiligo als „Teufelskind“ bezeichnet. Sie musste in ein Flüchtlingslager ziehen, nachdem ihr Waisenhaus von einem Bombenangriff getroffen worden war.
Im Jahr 1999 wurde DePrince im Alter von vier Jahren zusammen mit einem anderen Mädchen (auch Mabinty genannt, später in Mia umbenannt) von Elaine und Charles DePrince, einem US-amerikanischen Ehepaar aus Cherry Hill, New Jersey, adoptiert und in die Vereinigten Staaten gebracht. Die Familie DePrince hatte elf Kinder, von denen neun adoptiert waren.

## Karriere

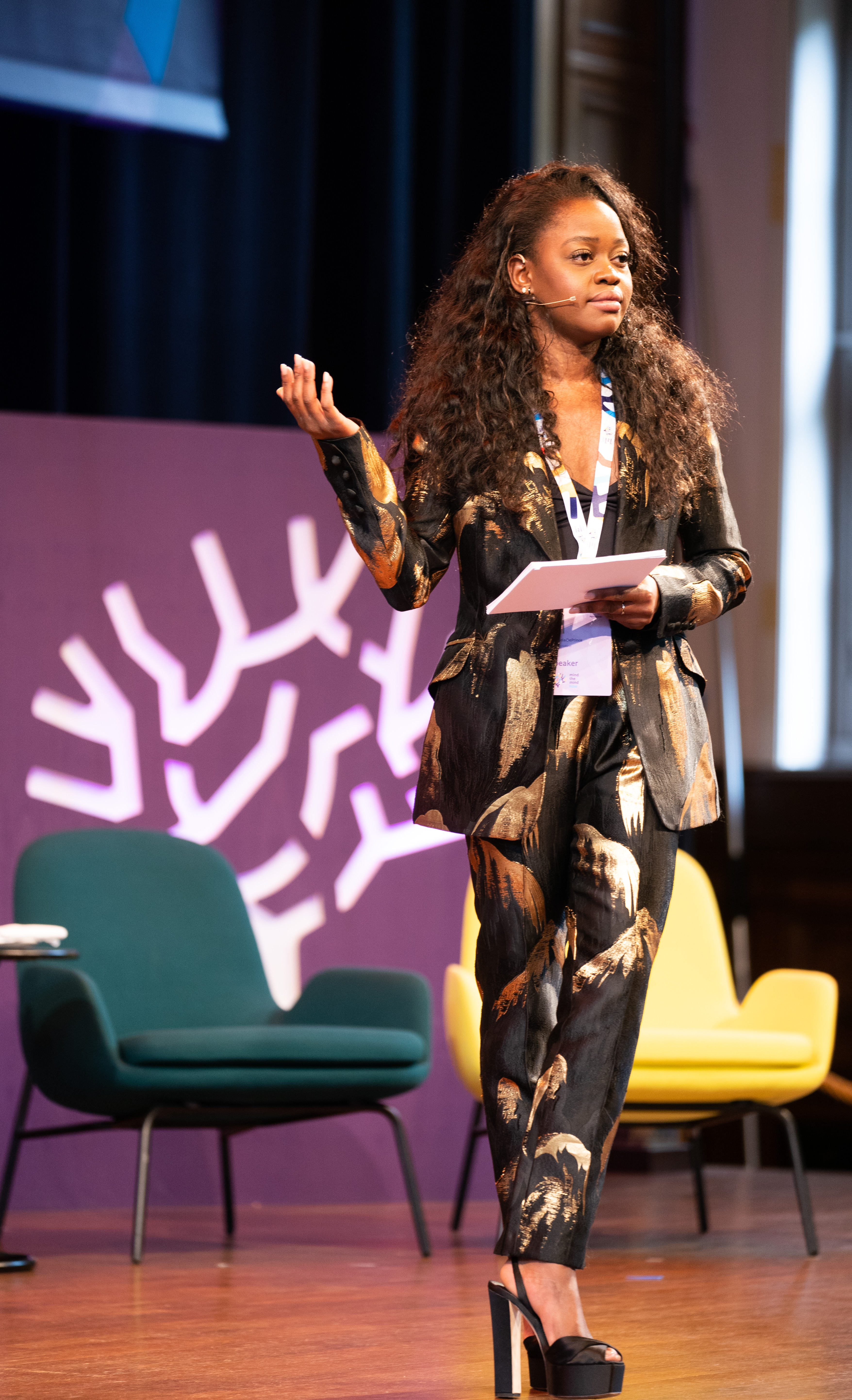
DePrince (2019)

Weil ein Foto einer Ballerina in einer Zeitschrift, das sie in Sierra Leone gefunden und behalten hatte, nachhaltige Faszination bei ihr hinterließ, trainierte DePrince als Balletttänzerin und nahm am Wettbewerb „Youth American Grand Prix“ teil. Sie trainierte auch klassisches Ballet an der „Rock School for Dance Education“ in Philadelphia, Pennsylvania. Parallel zu ihrem intensiven Balletttraining hatte DePrince Online-Unterricht an der Keystone National High School.
Für ihren Auftritt beim Youth America Grand Prix erhielt DePrince ein Stipendium für ein Studium an der Jacqueline Kennedy Onassis School of Ballet des American Ballet Theatre. Sie verfolgte eine professionelle Karriere, obwohl sie mit Fällen rassistischer Diskriminierung konfrontiert wurde: Im Alter von acht Jahren wurde ihr gesagt, dass sie leider nicht als Marie in Der Nussknacker auftreten könne, weil „Amerika noch nicht bereit für eine schwarze Ballerina sei“, und ein Jahr später sagte ein Lehrer ihrer Mutter, schwarze Tänzer seien es nicht wert, Geld in sie zu investieren.
DePrince war eine der Topbesetzungen des Dokumentarfilms First Position aus dem Jahr 2011. Er folgt sechs jungen Tänzern, die um einen Platz an einer Elite-Balletkompanie oder -schule kämpfen. Sie trat auch bei Dancing with the Stars auf. Im Jahr 2011 hatte sie ihr europäisches Debüt in Abdallah und die Gazelle von Basra mit der „De Dutch Don’t Dance Division“ (Niederländische Tanzkompanie aus Den Haag). Ein Jahr später kam sie dorthin zurück, um die Zuckerfee im Nussknacker am Lucent Dance Theatre zu verkörpern.
2012 machte DePrince ihren Abschluss am US-amerikanischen Balletttheater „Jaqueline Kennedy Onassis School“ in New York City und trat dem „Dance Theatre of Harlem“ bei. Ihren ersten professionellen Auftritt hatte sie am 19. Juli 2012 in der Rolle der Gulnare in einer Mzansi-Produktion und der Premiere von Le Corsaire des Südafrikanischen Balletttheaters.
Im Juli 2013 trat DePrince der Juniorenkompanie des Niederländischen Nationalballetts bei. Gut ein Jahr später wurde sie zu einer Elevin und stieg 2015 in den Rang einer ersten Solotänzerin auf.

## Privatleben und Tod
Als sie als Tänzerin am Dance Theatre of Harlem war, reiste DePrince nach Israel, wo sie an der Klagemauer betete. Sie trug dabei sowohl muslimische als auch jüdische und christliche Symbole.
Im Jahr 2015 wurde ihre Beziehung mit dem Balletttänzer Skyler Maxey-Wert öffentlich; er war bereits in ihrem im Jahr zuvor veröffentlichen Buch Taking Flight: From War Orphan to Star Ballerina erwähnt worden.
Seit mindestens 2020 litt sie an einer psychischen Erkrankung und hatte sich deswegen in Psychotherapie begeben.
DePrince starb am 10. September 2024 in New York City. Wie ihre Familie mitteilte, starb ihre Adoptivmutter Elaine am folgenden Tag, ohne von Michaela DePrinces Tod erfahren zu haben.

## Schriften
- Taking Flight: From War Orphan to Star Ballerina. Random House, London 2014, ISBN 978-0-385-75514-6.

## Nachrufe
- Jüngste Solotänzerin des Dance Theatre of Harlem: Ausnahme-Ballerina DePrince stirbt mit 29 Jahren. In: Der Spiegel 39/2024, 16. September 2024. Abgerufen am 20. September 2024.
- Wiebke Hüster: Ballerina Michaela DePrince mit 29 Jahren gestorben. In: faz.net, 15. September 2024, abgerufen am 20. September 2024.